# امامزاده بی‌بی شهبانو
امامزاده بی بی شهبانو مربوط به سده‌های متاخر دوران‌های تاریخی پس از اسلام - دوره صفوی است و در شهرستان مهدی‌شهر، دهستان پشت کوه، روستای ملاده، ابتدای جاده اصلی شهید محمودیان، نزدیک پل واقع شده و این اثر در تاریخ ۱۸ اسفند ۱۳۸۷ با شمارهٔ ثبت ۲۵۱۰۳ به‌عنوان یکی از آثار ملی ایران به ثبت رسیده است.